# Jacob Bakker (Engelandvaarder)
Jacob Bakker (Batavia, 1 mei 1917 - Rawicz, 30 april 1944) was een Engelandvaarder en geheim agent bij de Special Operations Executive tijdens de Tweede Wereldoorlog. Hij was een van de slachtoffers van het Englandspiel.

## Jeugd
Jacob Bakker werd op 1 mei 1917 geboren in Batavia (het huidige Jakarta) op Java in het toenmalige Nederlands-Indië (sinds 1942 Indonesië). Zijn vader Jan werkte als hoofdmachinist bij de koopvaardij. De naam van zijn moeder was Johanna Jacoba Sturk. Hij had twee zusters, Marie (1918) en Edith Johanna Jacoba (1933). Tot de pensionering van Bakker senior woonde het gezin in Batavia. Jacob Bakker doorliep er de 7-jarige basisschool en de eerste drie klassen van de HBS. In mei 1933 verhuisde het gezin naar Velsen. Daar vervolgde Jacob zijn HBS-opleiding.

## Marine en koopvaardij
In 1937 liet Jacob Bakker zich in Velsen registreren voor de militaire dienst. Graag had hij bij de zeemacht gediend of anders bij de pontonniers. Hij werd echter voorgoed ongeschikt bevonden. Bakker schreef zich hierna in aan de Scheepvaartschool in Amsterdam. Zijn ‘zeemansboek’ is uitgegeven op 28 augustus 1938 en op 23 mei 1940 ontving hij zijn scheepvaartcertificaat van de scheepvaartschool en het diploma derde stuurman. Tijdens de Duitse invasie had hij verplicht thuis moeten blijven.
Tussen 2 oktober 1938 en 7 februari 1939 was hij als scheepsmaatje op de ‘Almkerk 2’ van de Vereenigde Nederlandsche Scheepvaartmaatschappij meegevaren naar Australië en terug. En in 1939 maakte hij voor dezelfde maatschappij ook twee keer de reis naar India op de ‘Hoogkerk’ (kapitein Ary Romijn) (van 12 maart tot 8 juli en van 28 juli tot 10 december). Hij werd stuurman.
Omdat Bakker niet in Duitsland tewerkgesteld wilde worden, begon hij aan de scheepvaartschool met de cursus draadloze communicatie, tot zijn vertrek naar Engeland. Ondertussen had hij zich ook aangesloten bij het verzet.

## Engelandvaart
Aan boord van de ‘Katwijk II’ vertrok Bakker op 7 april 1942 vanuit IJmuiden naar Engeland. Deze logger werd gekaapt door verzetsmensen en Engelandvaarders onder leiding van de Leidse Elly Nauta-Moret. Jacob Bakker was hiervoor benaderd door Joseph Zwalf en Stol, die hij van school kende. Naast dit drietal bevonden zich aan boord Felix Nauta, Bob van Arem, Louis Leonard de la Bretonière, J P Servaas en de in Malang (Nederlands-Indië) geboren tweede luitenant Ferry Meijnderts. De volgende dag kwam de trawler in Great Yarmouth aan.

## Training SOE
Uit documenten (van het verhoor en de debriefing) komt naar voren dat Jacob Bakker min of meer toevallig in Engeland belandde; hij gaf herhaaldelijk aan mee te zijn gegaan ter assistentie, niet met de intentie zelf Engelandvaarder te worden. Bovendien blijkt duidelijk dat hij liever niet wilde terugkeren naar de koopvaardij, maar graag voor de Luchtmacht zou gaan werken. Bakker vormde geen veiligheidsrisico en de luitenant R.S. Sand liet hem op 14 april zonder bezwaar overdragen aan N-section.
Die opleiding begon op 18 mei 1942 bij STS44, Water Eaton Manor een SOE-trainingsschool in Water Eaton, een gehucht bij Oxford in het district Cherwell, Oxfordshire. Na een basistraining volgde hij de security training voor radio-operators vanaf de laatste week van juni tot eind september op STS52, Thame Park in Thame, Oxfordshire; deze werd ondersteund door een parachutetraining van een week in juli bij Dunham House, Altrincham, Cheshire. Zijn resultaten waren wisselend en na een week ziekte in augustus zelfs ondermaats. Zijn instructeurs lieten zich niet lovend uit over zijn leersnelheid; mogelijk vielen de tegenvallende prestaties mede te wijten aan het feit dat hij erg beschermd was opvoed en nu onder druk moest werken. Bakker bleef echter gedreven, gaf zijn fouten toe en kreeg een week respijt.
Bij zijn tweede parachutetraining bij STS51b, Fulshaw Hall in Wilmslow, Cheshire zal hij begin oktober Johannes Cornelis Dane hebben ontmoet. En na een weekje vrije tijd zagen zij elkaar terug in het Bedford hotel in Londen. Op 25 oktober werden beide overgebracht naar STS61, Gaynes' Hall in St. Neots, zodat zij vanaf het lokale vliegveld RAF Tempsford hun reis naar Nederland konden aanvangen. Met Cucumber A werd hij gedropt in de nacht van 27 op 28 oktober 1942 onder de operatienaam Cucumber B.

## Plan Holland
Op 28 oktober 1942 maakte Jacob Bakker, als marconist van Johannes Cornelis Dane, de parachutesprong boven Holten en werd meteen gearresteerd door Duitse militairen, die hen opwachtten. Hun komst was bekend door het Englandspiel. Zij zijn naar kamp Haaren gebracht.
Daarvandaan verplaatste men hen enkele keren, naar strafkampen in Assen en Rawicz. Jacob Bakker bleef tot zijn dood op 30 april 1944 in Rawicz, waar hij samen met Humphrey Max Macaré, Arie Mooy, Felix Dono Ortt, Hermanus Parlevliet, Charles Christiaan Pouwels en Frederik Willem Rouwerd werd gefusilleerd. Johannes Cornelis Dane werd begin september 1944 naar concentratiekamp Mauthausen gebracht waar men hem korte tijd later in een grote groep fusilleerde.

## Onderscheidingen
- Bronzen Kruis, postuum, K.B. no.33 van 2-5-1953 (inlichtingendienst), (2e toekenning) toelichting:[31][32]

Tijdelijk aangesteld dienstplichtig Sergeant van het Wapen der Infanterie

Heeft zich door moedig optreden tegenover de vijand onderscheiden als agent van een geheime inlichtingendienst, die hem tijdens de jaren 1940-1945 uitzond naar door de vijand bezet gebied, alwaar hij onder uiterst moeilijke omstandigheden een levensgevaarlijke taak had te vervullen, die door vijandelijke tegenactie tot zijn dood leidde.
- Bronzen Kruis, K.B. no.3 van 3 september 1942

Stuurman ter Koopvaardij